# Cumbre de Madrid de 2022

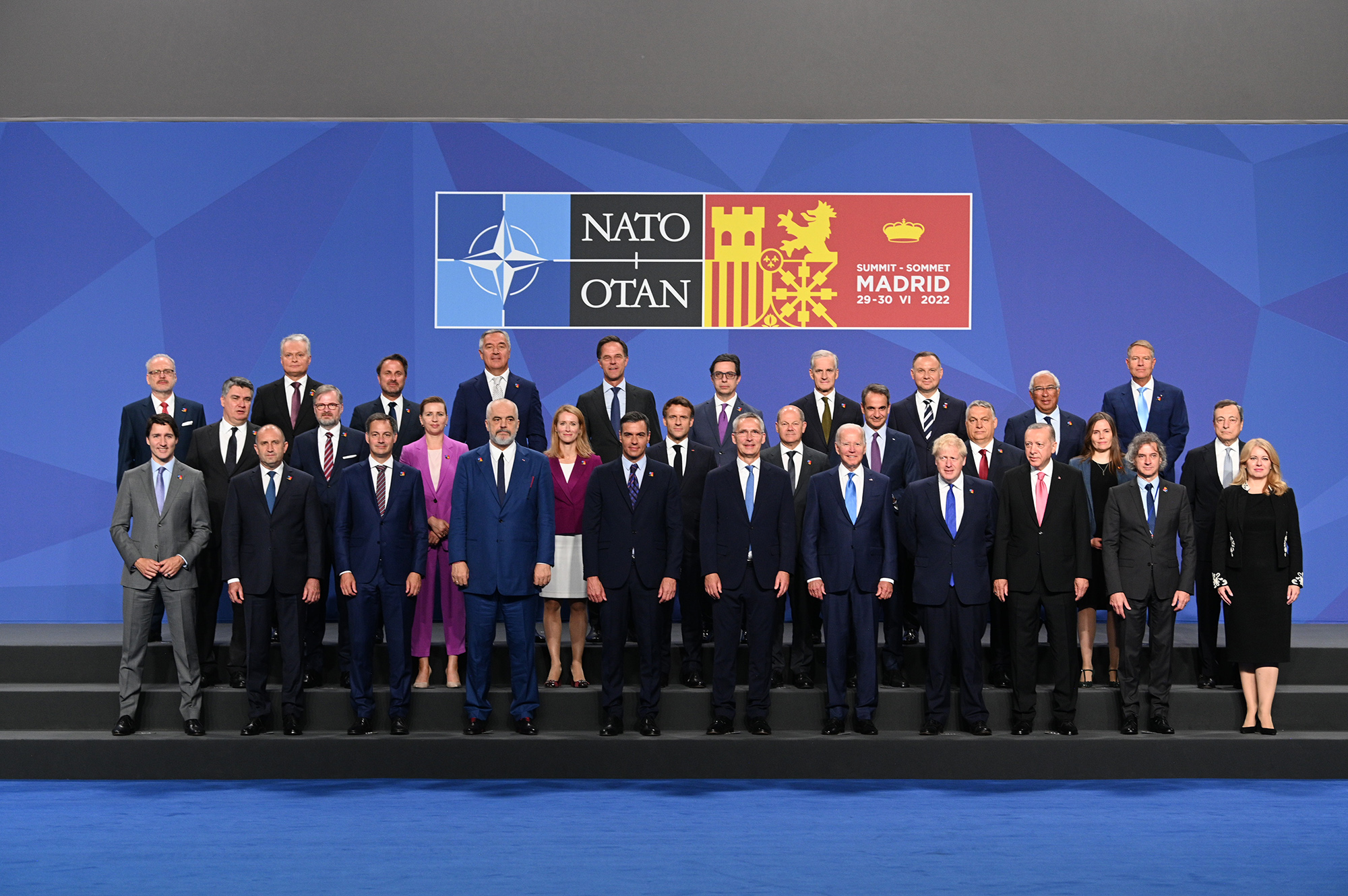
Jefes de Estado y de Gobierno asistentes a la Cumbre de la OTAN en Madrid.

La cumbre de la OTAN en Madrid de 2022 fue una reunión de la OTAN celebrada el 29 y el 30 de junio de 2022 en Madrid (Comunidad de Madrid, España). Se redactó y aprobó el nuevo "Concepto Estratégico de Madrid", un documento que define la orientación política y objetivos de la Alianza hasta el final de la década. El tema principal que se trató fue todo lo referente a la invasión rusa de Ucrania de 2022 (incluyendo el boicot a Rusia y Bielorrusia de 2022) y la posible adhesión de Suecia y Finlandia a la organización. También se trató la relación con China.

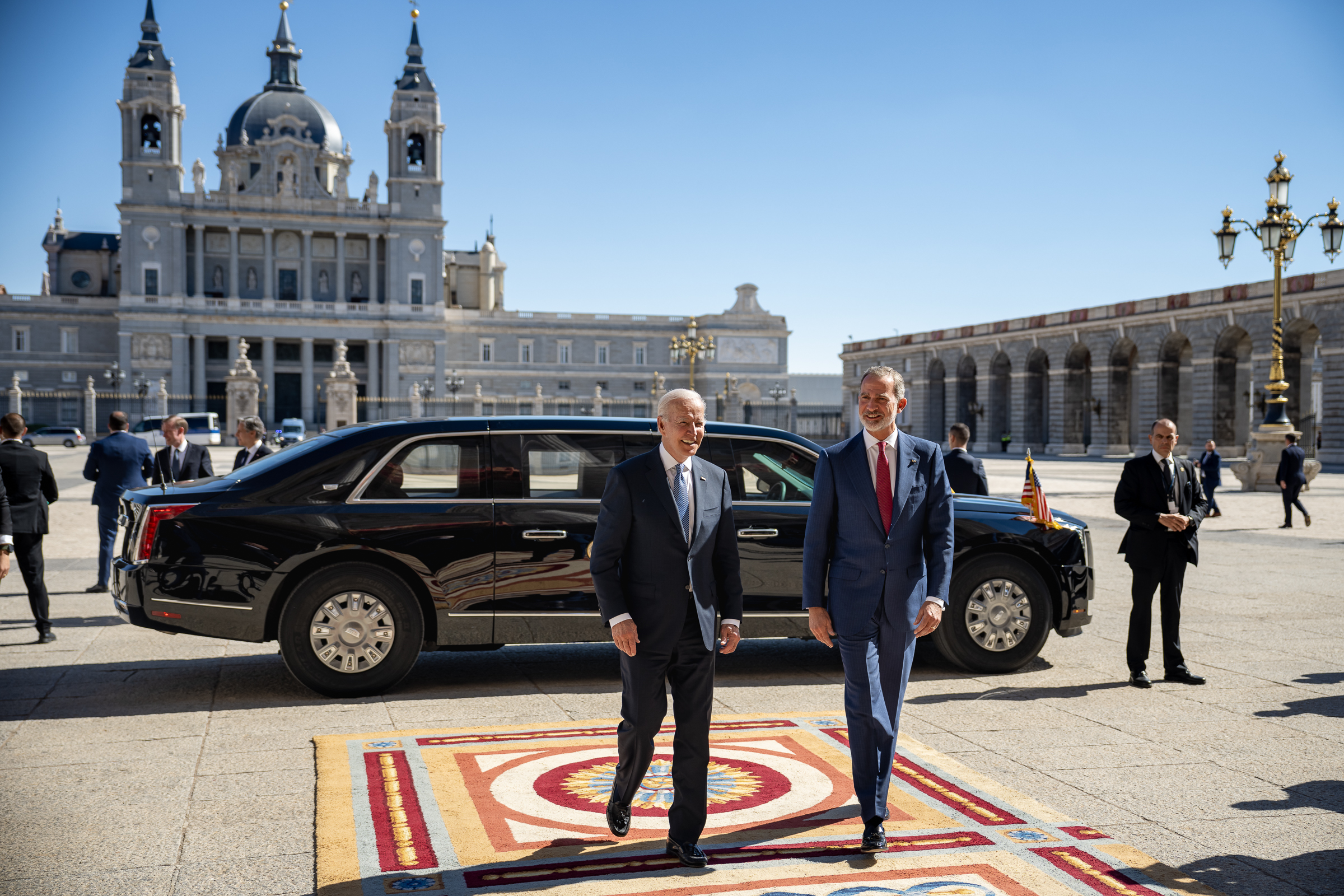
El rey Felipe VI de España y Joe Biden, presidente de los Estados Unidos en el Palacio Real durante la Cumbre de Madrid.

## Antecedentes
El 8 de octubre de 2021, y tras una reunión con el secretario general de la OTAN, Jens Stoltenberg, el presidente del Gobierno español, Pedro Sánchez, anunció la celebración de la cumbre ordinaria en Madrid en 2022, año que por lo demás marca el 40.º aniversario de la entrada de España en la OTAN. La OTAN reveló el logotipo de la cumbre el 29 de marzo de 2022. La reunión está programada para varios meses después de la invasión rusa de Ucrania de 2022. Será la segunda vez que España acoja este evento, la anterior fue en 1997.

## Contexto

### Invasión rusa de Ucrania
La invasión rusa a Ucrania, también conocida como la guerra de Ucrania, iniciada el 24 de febrero de 2022, constituye una escalada de la guerra ruso-ucraniana que comenzó tras los sucesos del Euromaidán en 2014. Se trata del mayor conflicto militar convencional en Europa desde la Segunda Guerra Mundial. La cifra precisa de víctimas se desconoce; se estima que hasta mediados de 2023, había causado la muerte de más de nueve mil civiles y decenas de miles de soldados. Los combates también han generado la mayor crisis de refugiados en el continente desde la Segunda Guerra Mundial: más de 7,3 millones de ucranianos han abandonado el país y más de 7,1 millones se han desplazado internamente. Además, la guerra ha causado daño ambiental significativo y ha puesto en peligro la disponibilidad de alimentos a nivel mundial.
La invasión estuvo precedida por una concentración militar rusa en las fronteras de Ucrania, que dio comienzo a mediados de 2021. Durante este periodo de tensión diplomática, el presidente ruso Vladímir Putin criticó la ampliación de la OTAN posterior a 1997 mientras negaba repetidamente que Rusia tuviera planes de invadir Ucrania. No obstante, el 21 de febrero siguiente, Rusia reconoció a la República Popular de Donetsk y a la República Popular de Lugansk, dos estados autoproclamados en la región de Dombás, al este de Ucrania, y envió tropas a esos territorios. Al día siguiente, el Consejo de la Federación de Rusia autorizó por unanimidad a Putin a utilizar la fuerza militar fuera de las fronteras de Rusia. El 24 de febrero, Putin anunció —en un mensaje televisado— una «operación militar especial» en las provincias de Donetsk y Lugansk; los misiles empezaron a impactar en diversos puntos de Ucrania, mientras las fuerzas terrestres rusas cruzaban la frontera, dando inicio a múltiples ofensivas.
En los frentes sur y sureste, los rusos tomaron Jersón en marzo de 2022 y Mariúpol el mes siguiente, mientras abandonaron la campaña de Ucrania central y lanzaron una renovada batalla del Dombás. Las fuerzas rusas continuaron bombardeando objetivos militares y civiles lejos de la línea del frente, incluida la red de energía durante el invierno. A fines de 2022, Ucrania retomó territorios mediante contraofensivas en el sur y el este. Poco después, Rusia anunció la anexión de cuatro provincias parcialmente ocupadas. En noviembre, Ucrania retomó partes del Óblast de Jersón. En febrero de 2023, Rusia movilizó a cerca de doscientos mil soldados para una nueva ofensiva en el Dombás. En junio de 2023, Ucrania lanzó otra contraofensiva en el sureste que no logró ninguno de sus objetivos.
La invasión fue condenada por una parte importante de la comunidad internacional. La Asamblea General de las Naciones Unidas aprobó la Resolución ES-11/1 condenando la invasión y exigiendo la retirada total de Rusia. La Corte Internacional de Justicia ordenó a Rusia suspender las operaciones militares y el Consejo de Europa expulsó al país. Numerosos gobiernos occidentales, entre los que destacan la Unión Europea y los Estados Unidos, impusieron sanciones a Rusia y su aliado Bielorrusia, y proporcionaron ayuda humanitaria, económica y militar a Ucrania. Más de mil empresas abandonaron Rusia y Bielorrusia en respuesta a la invasión. La Corte Penal Internacional (CPI) abrió una investigación sobre posibles crímenes contra la humanidad, crímenes de guerra, secuestro de niños y genocidio, emitiendo una orden de arresto contra Putin en marzo de 2023.

#### Respuesta de la OTAN
Adhesión de Finlandia y Suecia a la OTAN
Tras la invasión rusa de Ucrania, la OTAN ha celebrado diversas cumbres, conferencias y reuniones con el fin atender la crisis del conflicto ruso-ucraniano.

## Desarrollo

### Nuevo Concepto Estratégico
El nuevo "Concepto Estratégico" de la OTAN, el plan de 10 años que apuntala los desafíos de seguridad de la alianza en el cambiante panorama mundial y describe las tareas políticas y militares de la OTAN establecidas para abordarlos, se aprobó en la cumbre, reemplazando así al Concepto Estratégico de Lisboa adoptado en la Cumbre de Lisboa de 2010.
Enlaces al documento:
- NATO 2022 STRATEGIC CONCEPT Concepto estratégico de 2022 OTAN (en inglés).
- En castellano: Nuevo Concepto Estratégico de Madrid defensa.gob.es

### Posible ampliación de la alianza

Finlandia y Suecia
OTAN

Debido a la invasión rusa de Ucrania en 2022 y al posterior aumento del apoyo público, Finlandia y Suecia pueden solicitar su ingreso en la OTAN antes de la cumbre.

## Mandatarios

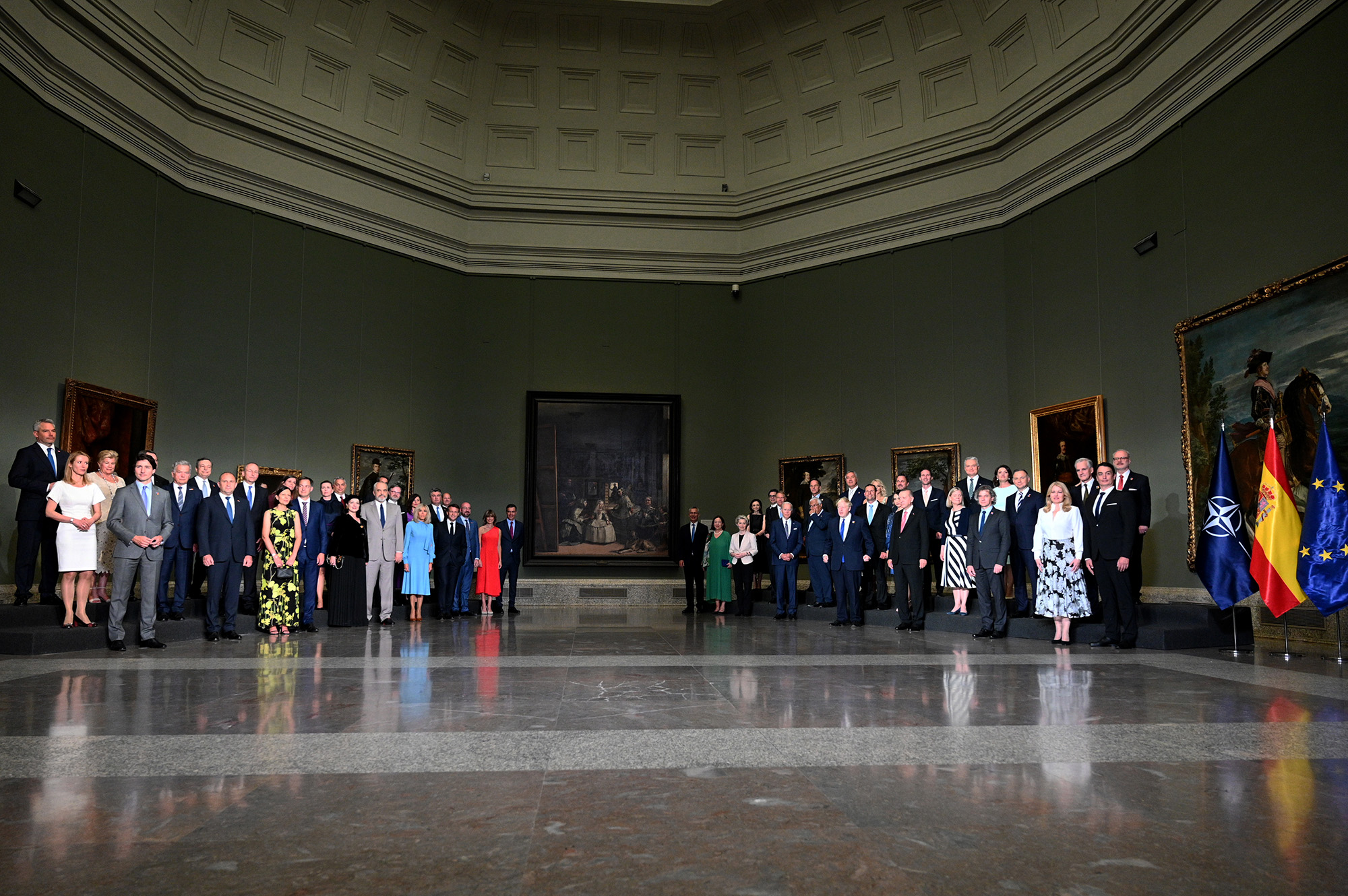
Los mandatarios de la cumbre posan ante Las meninas de Diego Velázquez en el Museo del Prado.

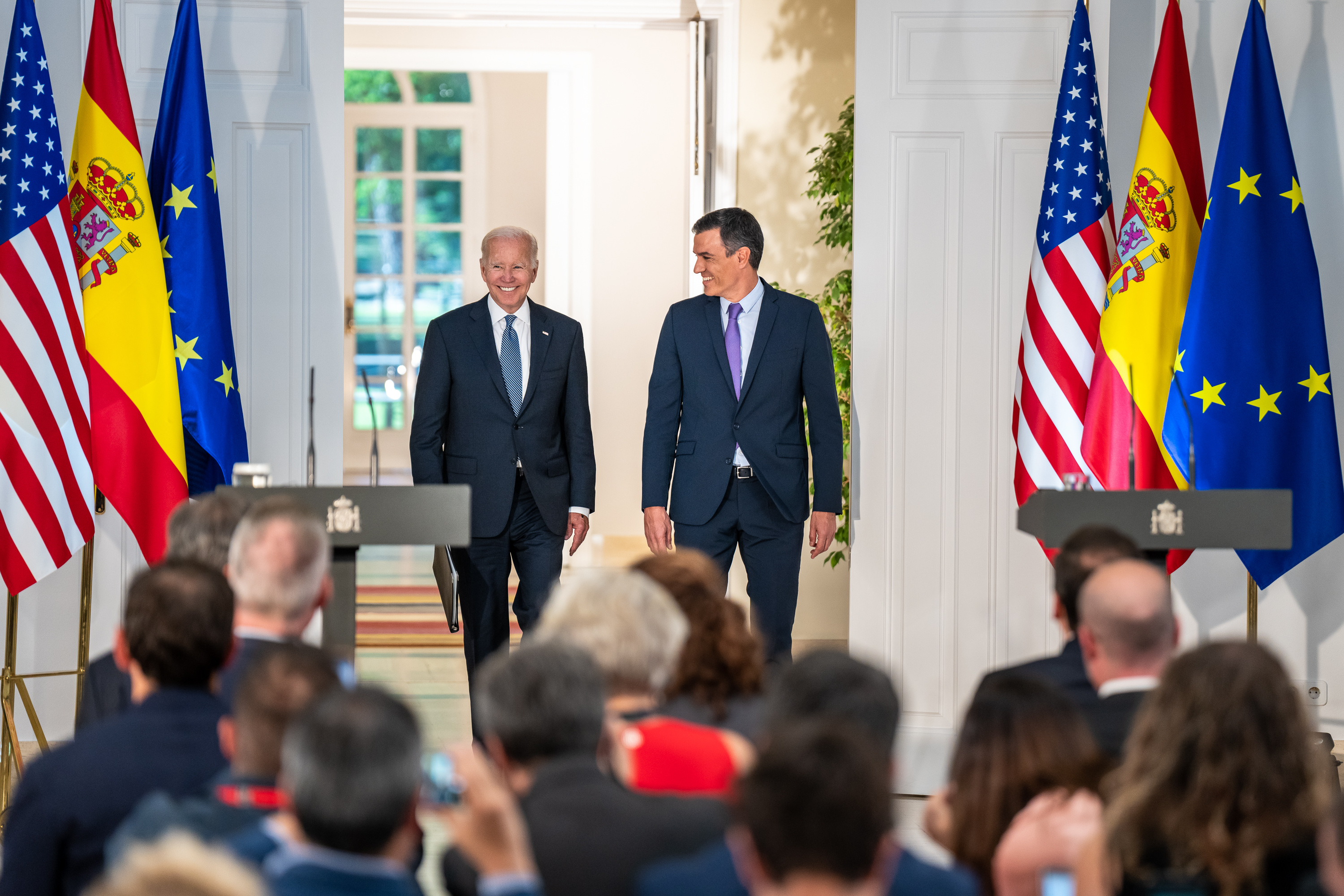
Reunión entre Pedro Sánchez, presidente del Gobierno de España y Joe Biden, presidente de los Estados Unidos en el Palacio de la Moncloa.

|  | No es Estado miembro de la OTAN |

| País u organización | Representado por     | Título                              | Ref.   |
| ------------------- | -------------------- | ----------------------------------- | ------ |
| OTAN                | Jens Stoltenberg     | Secretario general                  | [ 22 ] |
| Albania             | Edi Rama             | Primer ministro                     | [ 23 ] |
| Alemania            | Olaf Scholz          | Canciller                           | [ 24 ] |
| Australia           | Anthony Albanese     | Primer ministro                     | [ 29 ] |
| Austria             | Karl Nehammer        | Canciller                           | [ 30 ] |
| Bélgica             | Alexander De Croo    | Primer ministro                     | [ 31 ] |
| Bulgaria            | Rumen Radev          | Presidente                          | [ 32 ] |
| Canadá              | Justin Trudeau       | Primer ministro                     | [ 33 ] |
| Chipre              | Nikos Anastasiadis   | Presidente                          | [ 34 ] |
| Corea del Sur       | Yoon Suk-yeol        | Presidente                          | [ 35 ] |
| Croacia             | Zoran Milanović      | Presidente                          | [ 36 ] |
| Dinamarca           | Mette Frederiksen    | Primera ministra                    | [ 37 ] |
| Eslovaquia          | Zuzana Čaputová      | Presidenta                          | [ 38 ] |
| Eslovenia           | Robert Golob         | Primer ministro                     | [ 39 ] |
| España              | Pedro Sánchez        | Presidente del Gobierno             | [ 40 ] |
| Estados Unidos      | Joe Biden            | Presidente                          | [ 41 ] |
| Estonia             | Kaja Kallas          | Primera ministra                    | [ 42 ] |
| Finlandia           | Sauli Niinistö       | Presidente                          | [ 43 ] |
| Francia             | Emmanuel Macron      | Presidente                          | [ 44 ] |
| Georgia             | Irakli Garibashvili  | Primer ministro                     | [ 27 ] |
| Grecia              | Kyriakos Mitsotakis  | Primer ministro                     | [ 45 ] |
| Hungría             | Viktor Orbán         | Primer ministro                     | [ 46 ] |
| Irlanda             | Micheál Martin       | Taoiseach                           | [ 47 ] |
| Islandia            | Katrín Jakobsdóttir  | Primera ministra                    | [ 48 ] |
| Italia              | Mario Draghi         | Presidente del Consejo de Ministros | [ 49 ] |
| Japón               | Fumio Kishida        | Primer ministro                     | [ 35 ] |
| Letonia             | Egils Levits         | Presidente                          | [ 50 ] |
| Lituania            | Gitanas Nausėda      | Presidente                          | [ 51 ] |
| Luxemburgo          | Xavier Bettel        | Primer ministro                     | [ 52 ] |
| Macedonia del Norte | Stevo Pendarovski    | Presidente                          | [ 53 ] |
| Malta               | Robert Abela         | Primer ministro                     | [ 54 ] |
| Montenegro          | Milo Đukanović       | Presidente                          | [ 55 ] |
| Noruega             | Jonas Gahr Støre     | Primer ministro                     | [ 56 ] |
| Nueva Zelanda       | Jacinda Ardern       | Primera ministra                    | [ 57 ] |
| Países Bajos        | Mark Rutte           | Primer ministro                     | [ 58 ] |
| Polonia             | Andrzej Duda         | Presidente                          | [ 59 ] |
| Portugal            | António Costa        | Primer ministro                     | [ 60 ] |
| Reino Unido         | Boris Johnson        | Primer ministro                     | [ 61 ] |
| República Checa     | Petr Fiala           | Primer ministro                     | [ 62 ] |
| Rumania             | Klaus Iohannis       | Presidente                          | [ 63 ] |
| Suecia              | Magdalena Andersson  | Primera ministra                    | [ 64 ] |
| Turquía             | Recep Tayyip Erdoğan | Presidente                          | [ 65 ] |
| Unión Europea       | Charles Michel       | Presidente del Consejo Europeo      | [ 27 ] |
| Unión Europea       | Ursula von der Leyen | Presidenta de la Comisión Europea   | [ 27 ] |

## Lugar

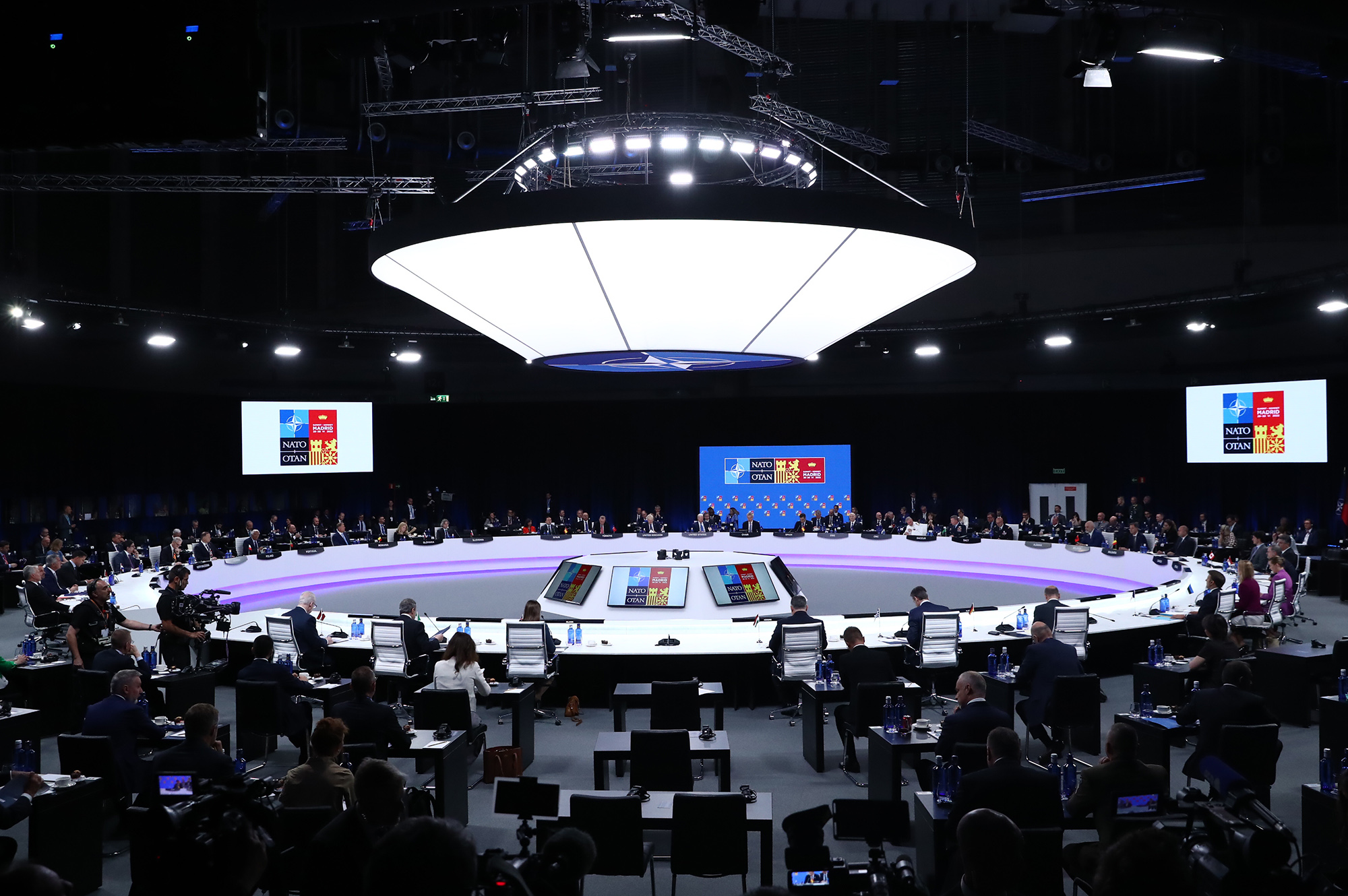
Sesión de trabajo de los mandatarios en las instalaciones de IFEMA.

La cumbre se celebró principalmente en los pabellones 9 y 10 del recinto ferial de IFEMA, el Palacio Real de Madrid y el Museo del Prado. Se pronosticó que se despliegarían más de 25.000 agentes de policía en la ciudad. La celebración del Orgullo LGBT de Madrid se pospuso una semana debido a la cumbre.
En el Palacio Real de Madrid los reyes Felipe VI de España y Letizia recibieron a los mandatarios de los país de la OTAN y sus aliados. Se celebró una cena de gala con los mandatarios en el Palacio Real ofrecida por los reyes, marcando así la apertura de la cumbre. En el Museo del Prado se celebró una segunda cena entre los jefes de Estado de cada país.
También se celebraron eventos y visitas para los acompañantes de los mandatarios presididos por la reina Letizia al Palacio Real de la Granja de San Ildefonso y la Real Fábrica de Cristales de La Granja en la provincia de Segovia, al igual que al Museo Reina Sofía.